# Bowdichia virgilioides
Bowdichia virgilioides är en ärtväxtart som beskrevs av Carl Sigismund Kunth. Bowdichia virgilioides ingår i släktet Bowdichia och familjen ärtväxter. Inga underarter finns listade i Catalogue of Life.

## Bildgalleri

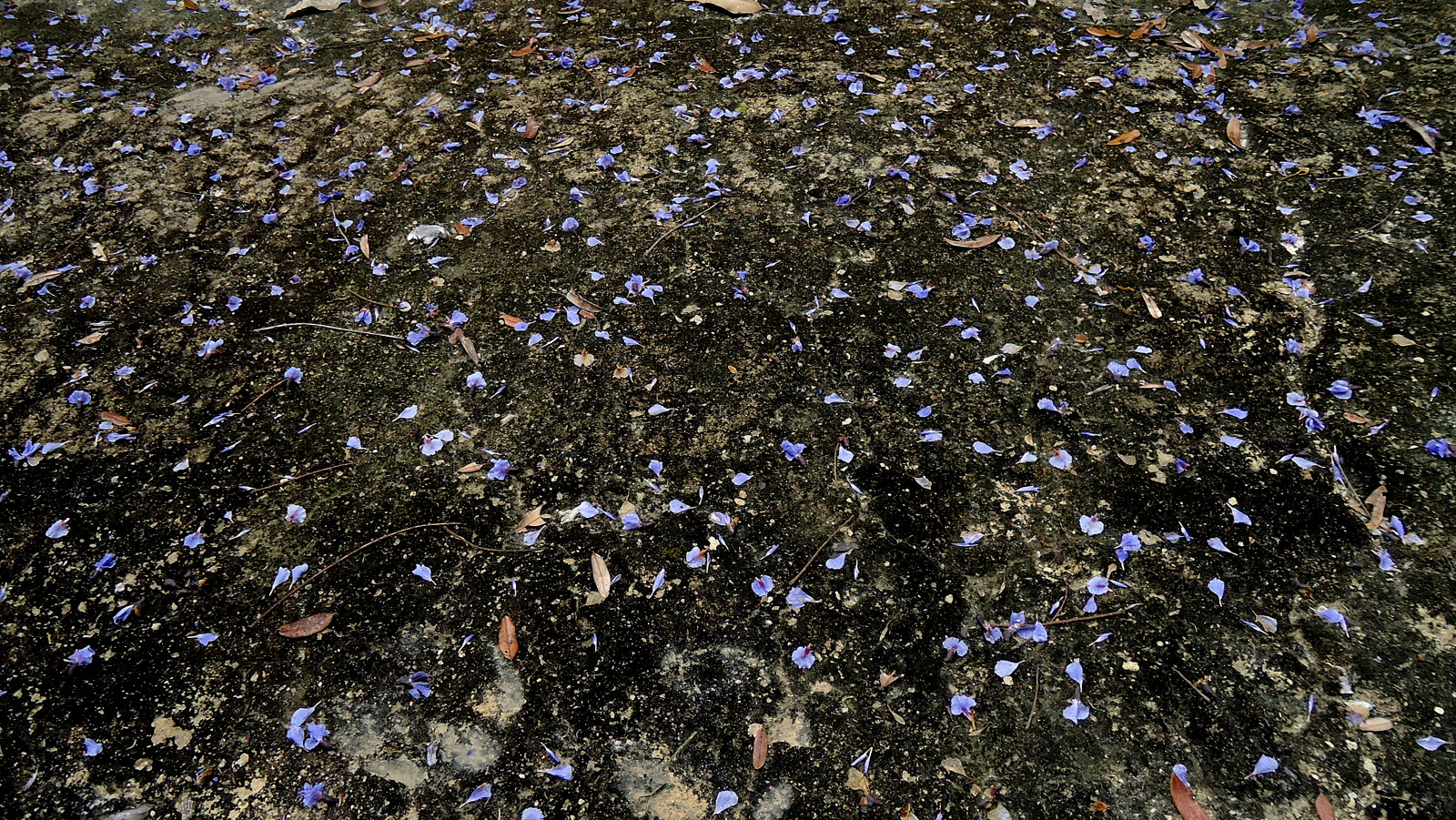
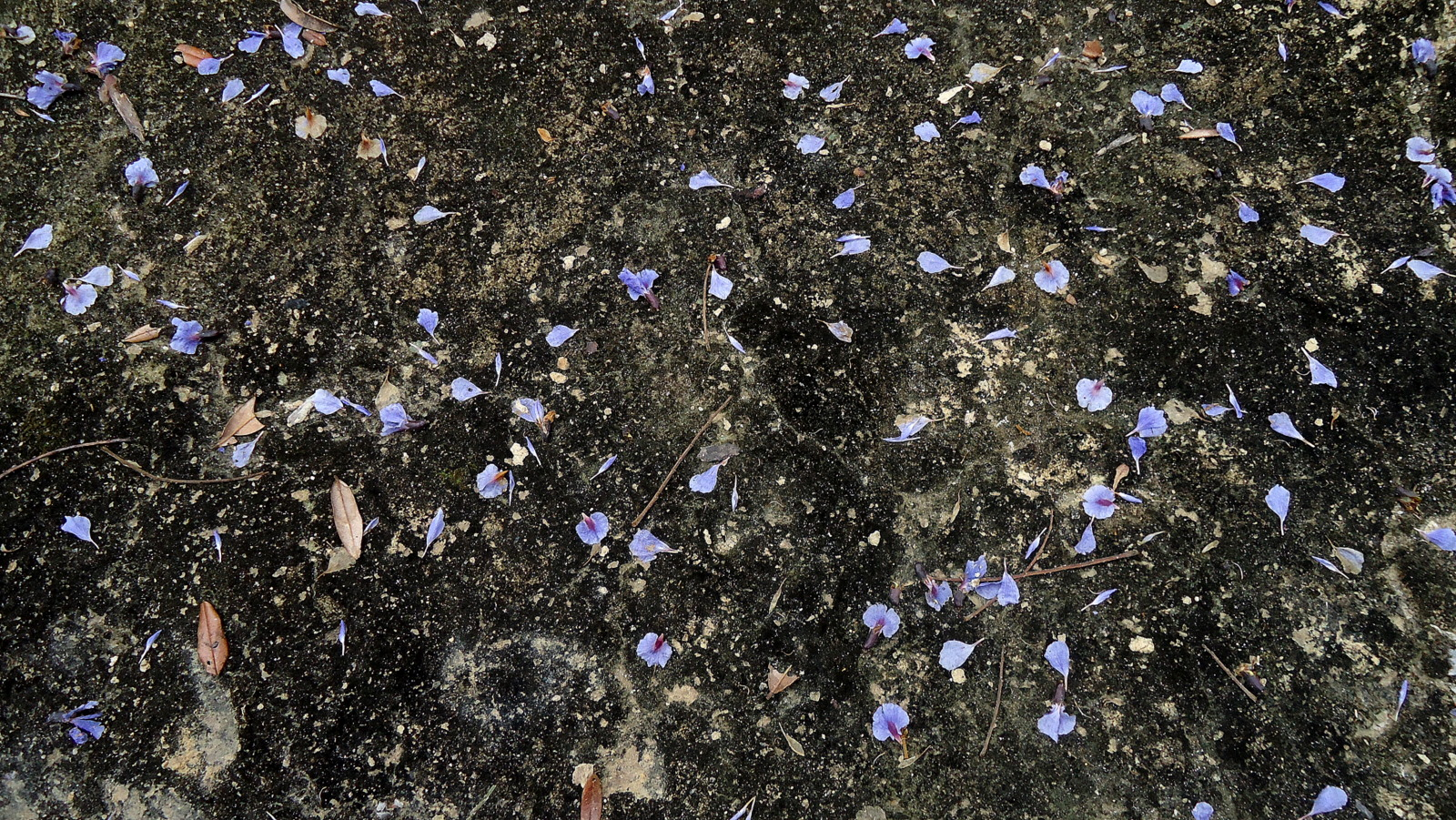
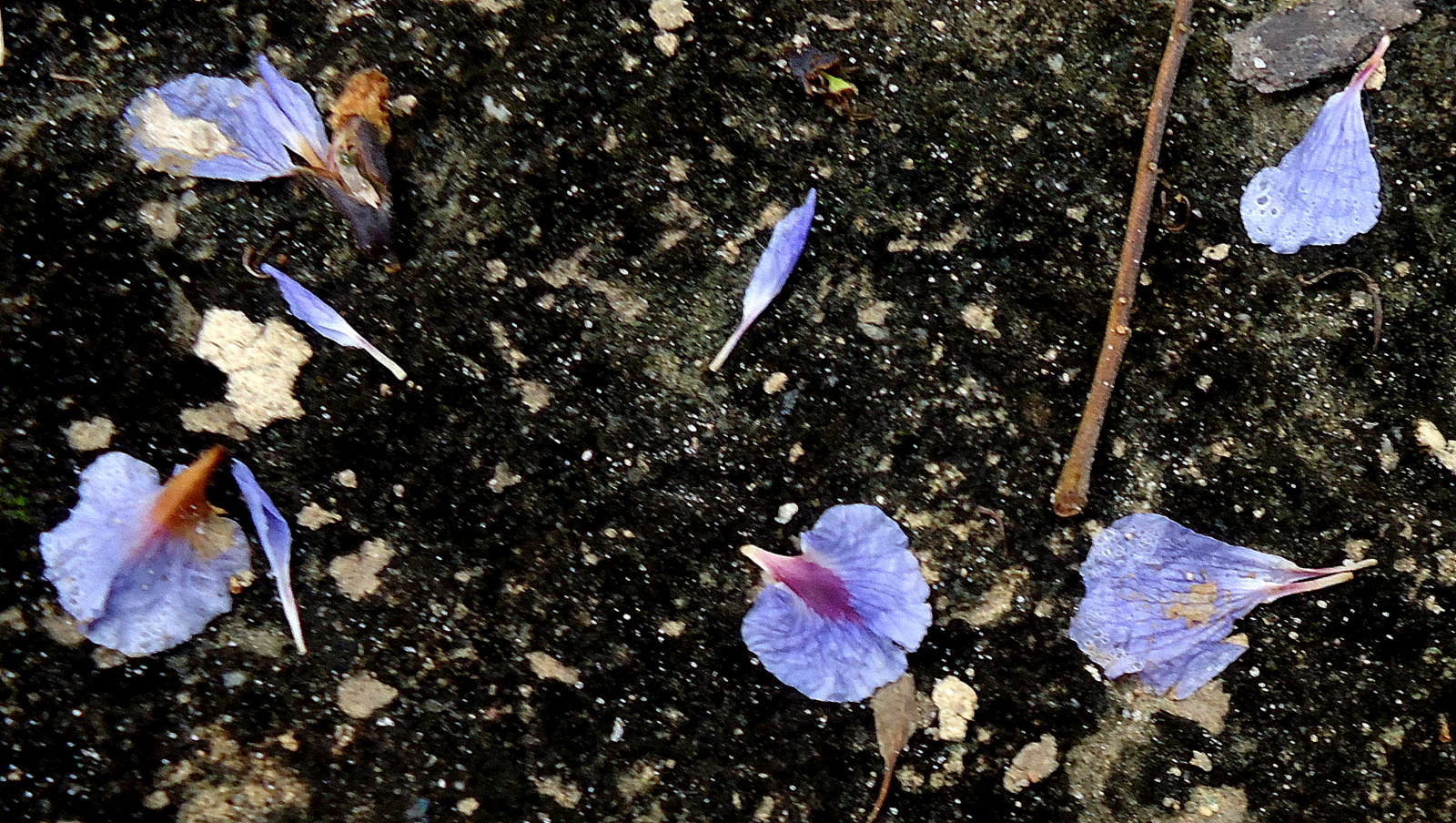